# Tania Sodhi
Tania Sodhi est une agente immobilière et femme politique canadienne. Elle représente la circonscription de Moncton-Nord-Ouest à l'Assemblée législative du Nouveau-Brunswick depuis les élections provinciales de 2024. Elle est membre du caucus libéral.
Elle est la première députée d'origine sud-asiatique élue à l'Assemblée législative du Nouveau-Brunswick.

## Biographie
Tania Sodhi est originaire de Patiala, au Pendjab, en Inde. Avant d'immigrer au Canada, elle obtient un diplôme de droit et exerce la profession d'avocate. Après son établissement à Moncton vers 2018, elle devient agente immobilière.
Lors des élections provinciales du 21 octobre 2024, elle est élue députée à l'Assemblée législative du Nouveau-Brunswick dans la circonscription de Moncton-Nord-Ouest sous la bannière libérale, devenant la première députée d'origine sud-asiatique élue à cette assemblée législative,